# Stolniceni-Prăjescu
Stolniceni-Prăjescu est une commune du județ de Iași en Roumanie.